# سول بلوم
سول بلوم (انگلیسی: Sol Bloom؛ ۹ مارس ۱۸۷۰ – ۷ مارس ۱۹۴۹) سیاستمدار، روزنامه‌نگار، و تهیه‌کننده موسیقی اهل ایالات متحده آمریکا بود. وی به مدت ۲۶ سال تا هنگام مرگ، نماینده ایالت نیویورک در مجلس نمایندگان ایالات متحده آمریکا بود.